# Richard Groenendaal
Richard Groenendaal ('s-Hertogenbosch, 13 de juliol de 1971) va ser un ciclista neerlandès professional del 1996 al 2006. Especialista en ciclocròs, el 2000 va guanyar el Campionat del món.
El seu pare Rein també competí en ciclocròs.

## Palmarès en ciclocròs
- 1988-1989
  -  Campió del món en ciclocròs júnior
- 1993-1994
  -  Campió dels Països Baixos en ciclocròs
- 1995-1996
  -  Campió dels Països Baixos en ciclocròs
- 1997-1998
  -  Campió dels Països Baixos en ciclocròs
  - 1r a la Copa del món de ciclocròs
  - 1r al Superprestige
- 1999-2000
  -  Campió del món en ciclocròs
  -  Campió dels Països Baixos en ciclocròs
- 2000-2001
  -  Campió dels Països Baixos en ciclocròs
  - 1r a la Copa del món de ciclocròs
  - 1r al Superprestige
- 2002-2003
  -  Campió dels Països Baixos en ciclocròs
- 2003-2004
  -  Campió dels Països Baixos en ciclocròs
  - 1r a la Copa del món de ciclocròs
- 2004-2005
  -  Campió dels Països Baixos en ciclocròs

## Palmarès en ruta
- 1993
  - Vencedor d'una etapa al Teleflex Tour
  - Vencedor d'una etapa al Delta Tour
- 1997
  - Vencedor d'una etapa a la Volta a Renània-Palatinat

## Palmarès en ciclisme de muntanya
- 1997
  -  Campió dels Països Baixos en Camp a Través